# Cent Nouvelles nouvelles

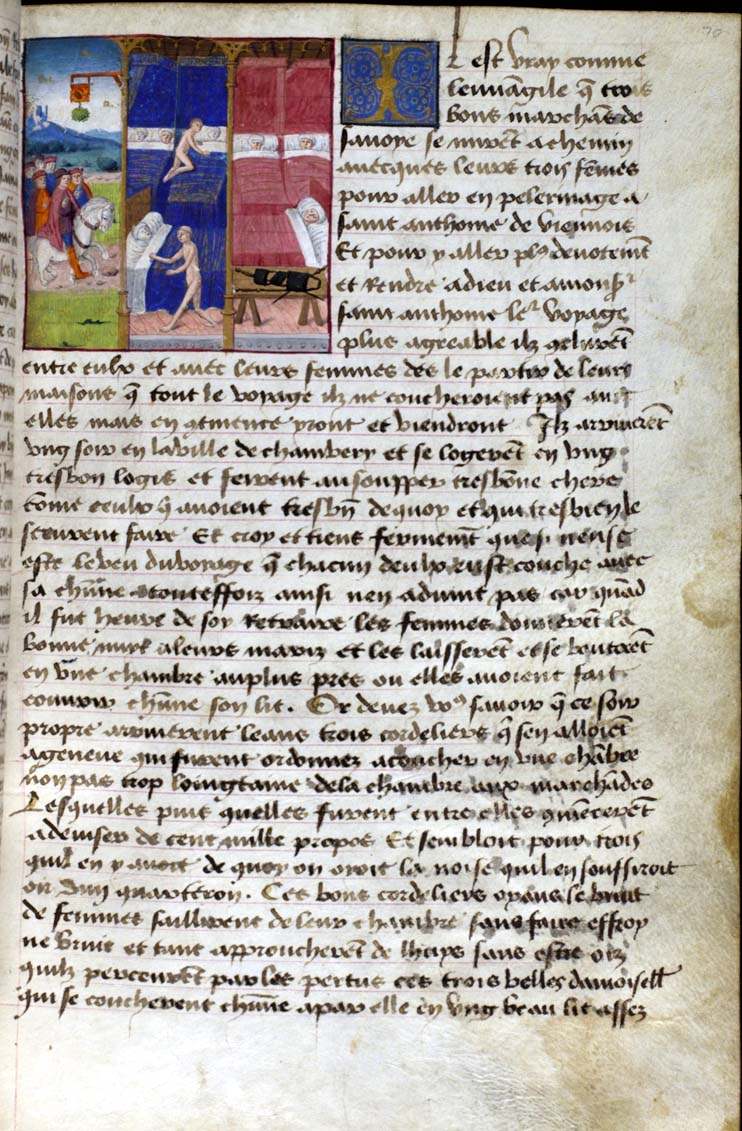
Una pagina manoscritta delle Cent Nouvelles nouvelles (seconda metà del XVI sec.)

Le Cent Nouvelles nouvelles (Cento nuove novelle) è il titolo della principale raccolta narrativa del Quattrocento francese. Di autore ignoto, ma di probabile provenienza borgognona, fu composta, pare, tra il 1464 e il 1467 a imitazione del Decameron di Boccaccio, noto in Europa come Centonovelle.
Si ispira anche ad altre fonti (i Fabliau, le facezie di Poggio Bracciolini, ecc.), ma ha pregi indubbi di originalità per il vivo realismo, il pungente intento satirico, un'irrisione dei modelli feudali e cortesi che non esclude a volte, la scelta di un codice espressivo austero e grave.